# 珍妮特·格雷·海斯

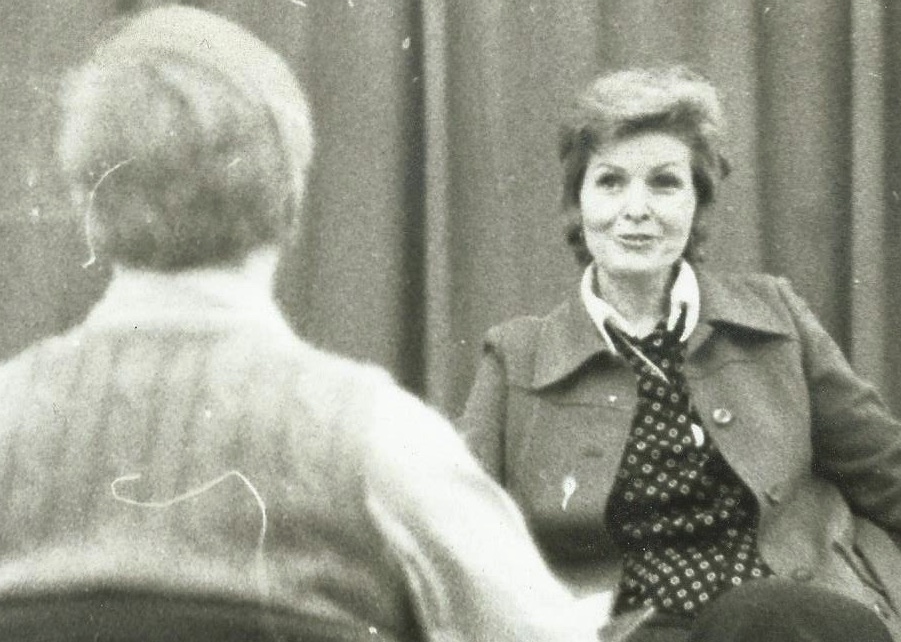
1975年的珍妮特·格雷·海斯（右侧）

珍妮特·格雷·海斯（英語：Janet Gray Hayes，1926年7月12日—2014年4月21日），是一名美国政治家。她是加州聖荷西市长，也是美国人口超過五十萬的城市中第一位當选的女性市长。
2014年4月21日，她因中风去世，享年87岁。